# Delta de l'Àguila
Delta de l'Àguila (δ Aquilae) és un sistema estel·lar triple de la constel·lació de l'Àguila. Està aproximadament a 50,1 anys llum de la Terra.
Es tracta d'una binària astromètrica. La component visible és una groga-blanca del tipus F subgeganta, amb una magnitud aparent de +3,36. El període orbital de la binària és de 3,422 anys. La component visible és una binària espectroscòpica, la qual cosa eleva el nombre de components a tres. La binària espectroscòpica té un període orbital de 3,77 hores.